# Golden Gate Canyon
Der Golden Gate Canyon ist eine Schlucht im Nordwesten des Yellowstone-Nationalparks im US-Bundesstaat Wyoming. Er befindet sich im Süden der Gallatin Range in den Rocky Mountains. Der Glen Creek fließt nördlich durch den Canyon auf dem Weg zu seinem Zusammenfluss mit dem Gardner River und fällt von 2300 m am Kingman Pass auf knapp 1800 m ab. Mehrere Wasserfälle, unter anderem die Rustic Falls, liegen auf seinem Weg. Der nördliche Teil der Grand Loop Road (U.S. Highway 89) durchquert den Canyon und verbindet Mammoth Hot Springs mit Sehenswürdigkeiten im Süden des Parks.

Eine Straße wurde erstmals 1884 bis 1885 durch das Golden Gate gebaut und ersetzte eine steile, schwierige Straße über den Snow Pass. Der Bau wurde von US Army Lieutenant Dan Christie Kingman geleitet. Der Name des Canyons wurde zuerst von Kingman in seinen Berichten an das Department of the Army und Department of the Interior dokumentiert und bezog sich auf die goldene Farbe des Canyons. Beim Bau der Straße wurde auch ein hölzernes Viadukt gebaut. 1900 wurde das Viadukt unter der Leitung von Kapitän Hiram M. Chittenden aus Beton nachgebaut. Chittendens Viadukt wurde jedoch 1930 bis 1934 ersetzt, als die Straße durch den Canyon ausgebaut wurde.

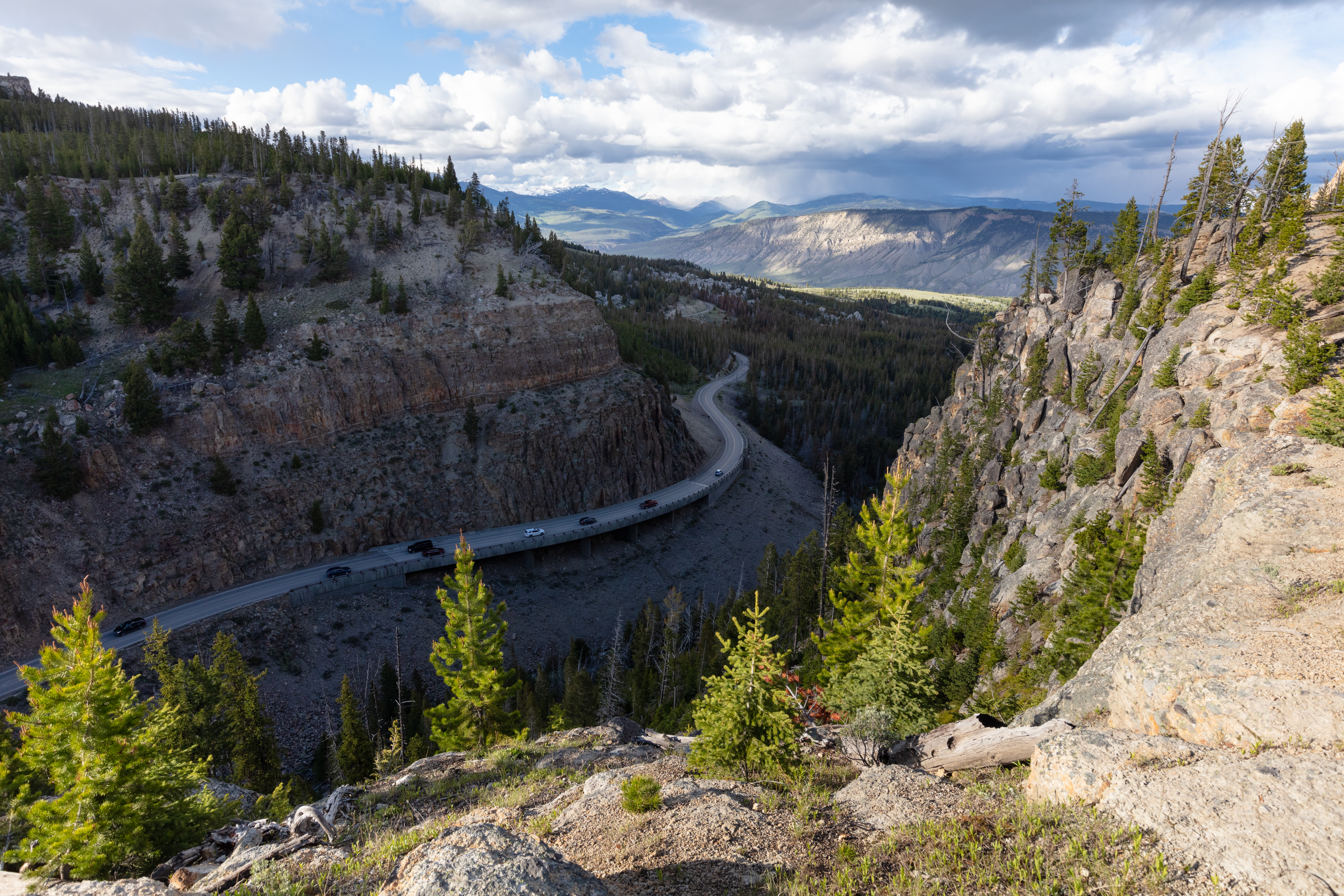
Der Golden Gate Canyon vom Bunsen Peak Trail
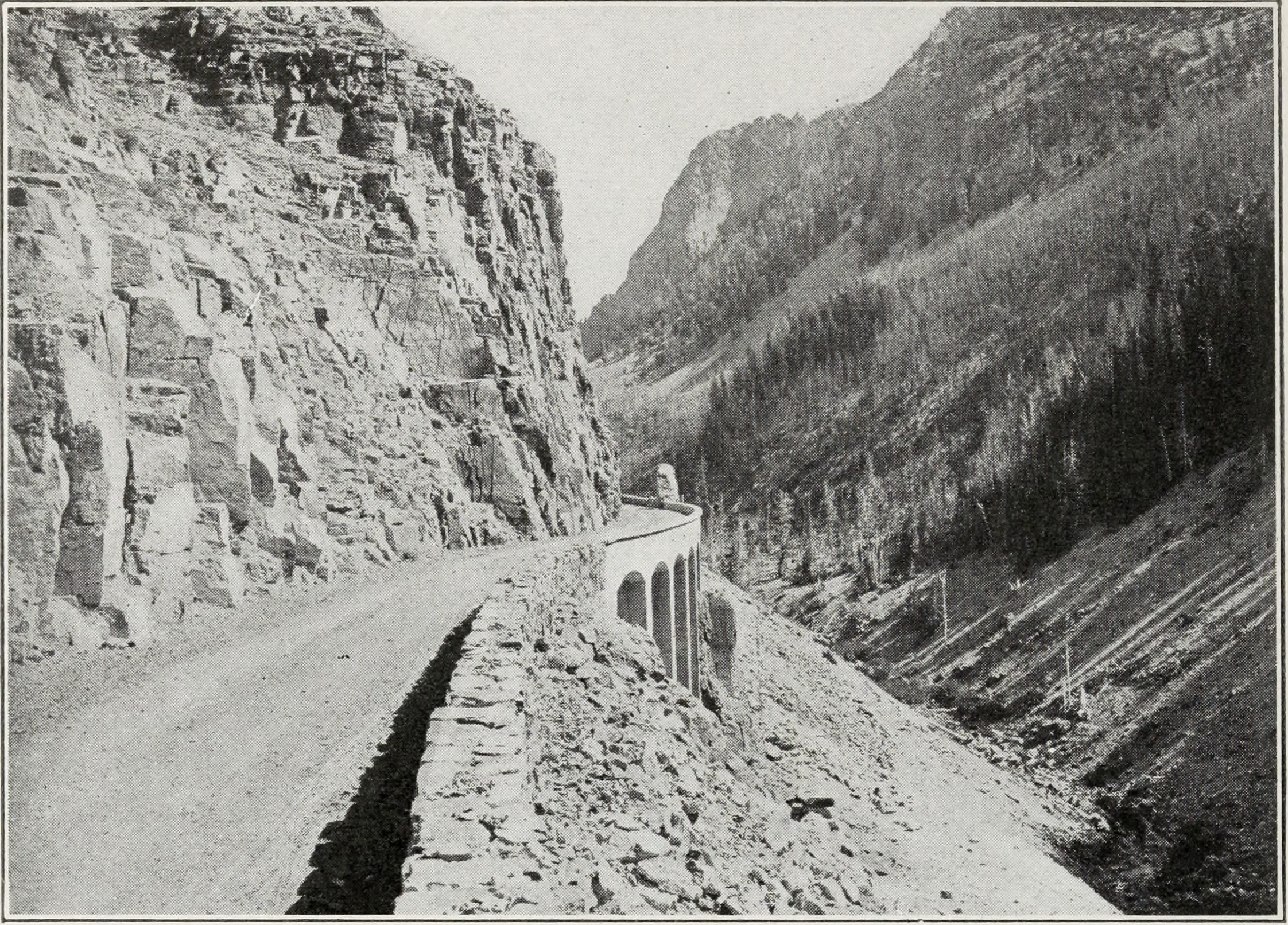
Historische Aufnahme der Schlucht aus dem Jahr 1922
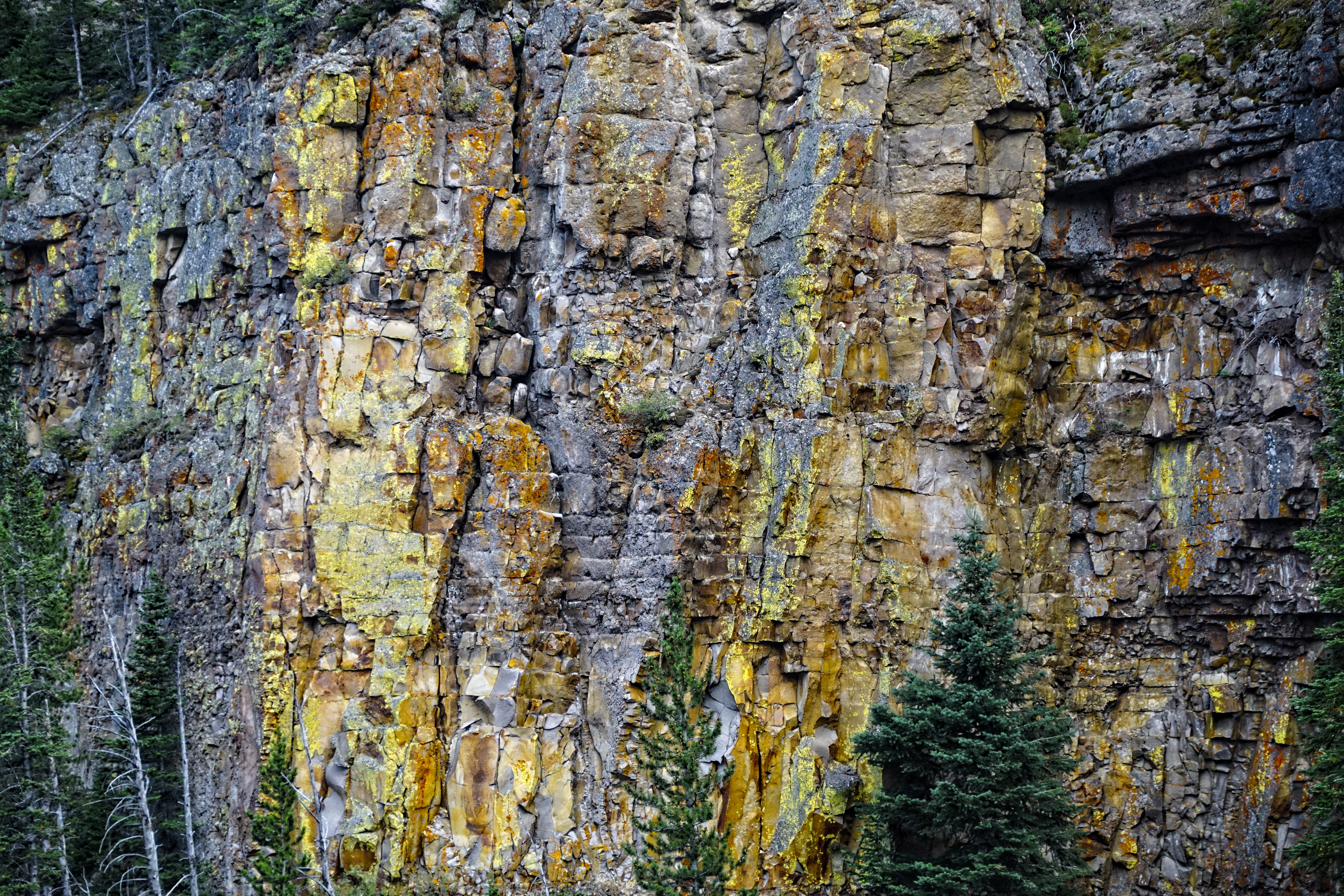
Felswand im Golden Gate Canyon
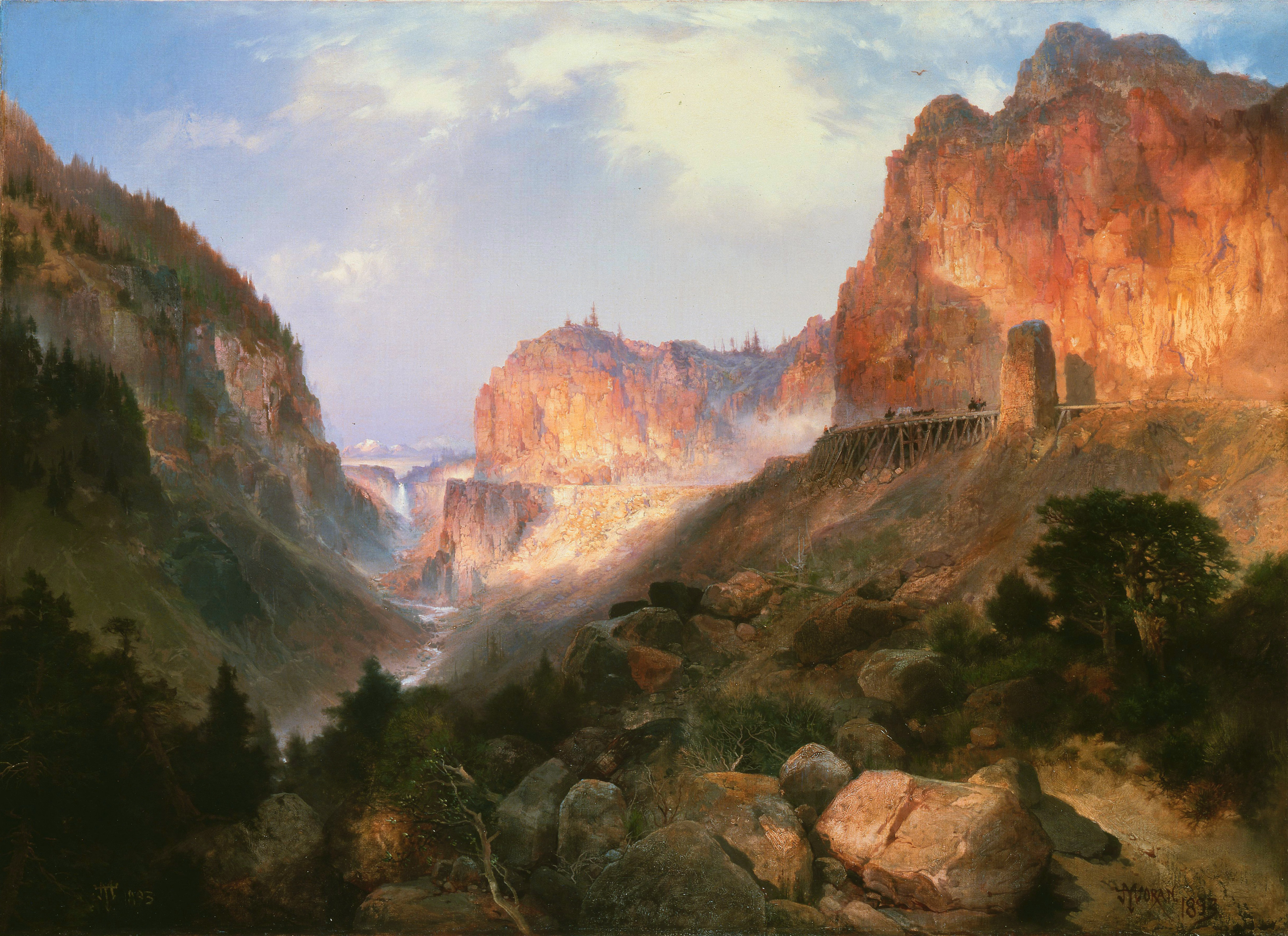
Gemälde des Golden Gate Canyon von Thomas Moran aus dem Jahr 1893

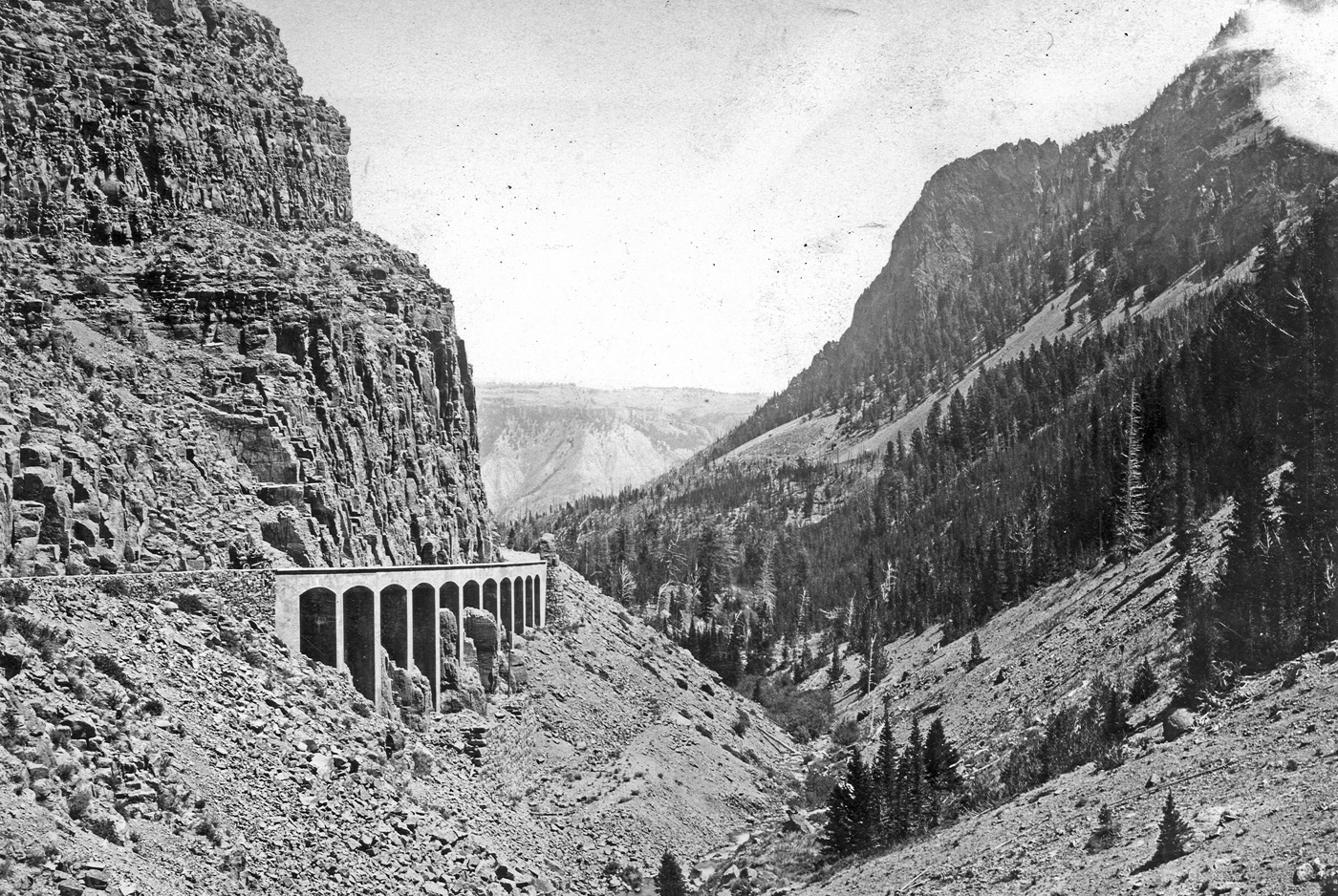
Das Chittenden Viadukt, 1921

## Belege
1. ↑  Golden Gate Canyon. In: Geographic Names Information System. United States Geological Survey, United States Department of the Interior (englisch).
2. ↑  Mammoth, WY Map. In: topoquest.com. Abgerufen am 3. Januar 2021.
3. ↑  Part One: The History of the Construction of the Road System in Yellowstone National Park, 1827-1966 and the History of the Grand Loop and the Entrance Roads, CHAPTER II: THE GENESIS OF NATIONAL PARK ROAD STANDARDS 1883-1890. In: nps.gov. 20. Dezember 2013, archiviert vom Original am 20. Dezember 2013; abgerufen am 3. Januar 2021.
4. ↑  Haines, Aubrey L. (1996): The Yellowstone Story: A History of Our First National Park. Hrsg.: University Press of Colorado. ISBN 0-87081-390-0.